# Tor Svendsberget
Tor Svendsberget (ur. 3 listopada 1947 w Aust-Torpa) – norweski biathlonista, wielokrotny medalista mistrzostw świata.

## Kariera
Pierwszy sukces w karierze osiągnął w 1967 roku kiedy zdobył złoty medal w biegu indywidualnym na mistrzostwach świata juniorów w Altenbergu. Była to pierwsza edycja tej imprezy, tym samym został pierwszym w historii mistrzem świata juniorów. Wynik ten powtórzył podczas rozgrywanych rok później mistrzostw świata juniorów w Luleå.
W 1969 roku wystąpił na mistrzostwach świata w Zakopanem, gdzie zajął 23. miejsce w biegu indywidualnym. Już na mistrzostwach świata w Östersund rok później w tej samej konkurencji wywalczył srebrny medal. Rozdzielił na podium dwóch reprezentantów ZSRR: Aleksandra Tichonowa i Wiktora Mamatowa. Zdobył tam także srebrny medal w sztafecie, wspólnie z Ragnarem Tveitenem, Magnarem Solbergiem i Estenem Gjeltenem.
Srebrne medale w sztafecie Norwegowie zdobyli również kolejno na mistrzostwach świata w Hämeenlinna w 1971 roku i mistrzostwach świata w Lake Placid dwa lata później. Na drugiej z tych imprez Svendsberget wywalczył także brązowy medal w biegu indywidualnym. Wyprzedzili go jedynie Aleksandr Tichonow i Giennadij Kowalow. Następnie zdobył brązowe medale indywidualnie i w sztafecie podczas mistrzostw świata w Mińsku w 1974 roku. Tym razem uplasował się za Juhanim Suutarinenem z Finlandii i Rumunem Gheorghe Gârnițą. Ostatni medal zdobył na mistrzostwach świata w Hochfilzen w 1978 roku, gdzie razem z Roarem Nilsenem, Oddem Lirhusem i Sigleifem Johansenem zdobył srebro w sztafecie.
W 1972 roku wystartował na igrzyskach olimpijskich w Sapporo, gdzie zajął ósme miejsce w biegu indywidualnym i czwarte w sztafecie. Brał też udział w igrzyskach w Innsbrucku cztery lata później, zajmując odpowiednio dziewiątą i piątą pozycję.

## Osiągnięcia

### Igrzyska olimpijskie
| Rok  | Miejscowość | Konkurencje | Konkurencje | Konkurencje | Konkurencje | Konkurencje | Konkurencje | Konkurencje |
| Rok  | Miejscowość | IN          | SP          | PU          | MS          | RL          | MR          | SR          |
| ---- | ----------- | ----------- | ----------- | ----------- | ----------- | ----------- | ----------- | ----------- |
| 1972 | Sapporo     | 8.          | nd.         | nd.         | nd.         | 4.          | nd.         | –           |
| 1976 | Innsbruck   | 9.          | nd.         | nd.         | nd.         | 5.          | nd.         | –           |

### Mistrzostwa świata
| Rok  | Miejscowość | Konkurencje | Konkurencje | Konkurencje | Konkurencje | Konkurencje | Konkurencje | Konkurencje |
| Rok  | Miejscowość | IN          | SP          | PU          | MS          | RL          | MR          | SR          |
| ---- | ----------- | ----------- | ----------- | ----------- | ----------- | ----------- | ----------- | ----------- |
| 1969 | Zakopane    | 23.         | nd.         | nd.         | nd.         | –           | nd.         | –           |
| 1970 | Östersund   | 2.          | nd.         | nd.         | nd.         | 2.          | nd.         | –           |
| 1971 | Hämeenlinna | –           | nd.         | nd.         | nd.         | 2.          | nd.         | –           |
| 1973 | Lake Placid | 3.          | nd.         | nd.         | nd.         | 2.          | nd.         | –           |
| 1974 | Mińsk       | 3.          | 29.         | nd.         | nd.         | 3.          | nd.         | –           |
| 1975 | Anterselva  | 4.          | 14.         | nd.         | nd.         | 5.          | nd.         | –           |
| 1976 | Anterselva  | nd.         | 9.          | nd.         | nd.         | nd.         | nd.         | –           |
| 1977 | Vingrom     | 8.          | 9.          | nd.         | nd.         | 4.          | nd.         | –           |
| 1978 | Hochfilzen  | –           | –           | nd.         | nd.         | 2.          | nd.         | –           |

### Puchar Świata

#### Miejsca w klasyfikacji generalnej
| Sezon     | Miejsce |
| --------- | ------- |
| 1977/1978 | -       |
| 1978/1979 | ?       |

#### Miejsca na podium chronologicznie
Svendsberget nigdy nie stanął na podium indywidualnych zawodów PŚ.